# Ahmed Ben Mohamed
Ahmed Ben Mohamed est un intellectuel islamiste algérien né en 1949 à Sétif.

## Parcours
Ahmed Ben Mohamed est diplômé de l'université algérienne en 1976, il soutient son doctorat en 1983 à la Sorbonne (Paris) sur le thème « Le Pouvoir à la lumière du Coran et de la Sunna ». En 1991, il crée le parti politique « حزب الجزائر المسلمة المعاصرة », puis il fonde avec Benyoucef Benkhedda et Ahmed Sahnoune le « التضامن الإسلامي » (Solidarité islamique). En 1994 il participe à la Plate-forme de Sant'Egidio. En 1995, il essaye de se présenter aux élections présidentielles sans succès, empêché par les autorités. Il enseigne l'histoire de la pensée politique à l'université des sciences islamiques de Batna.
Lors du soulèvement populaire algérien de 2019, Ahmed Ben Mohamed est arrêté à son domicile le 28 octobre 2019, à son domicile de Rouiba (Alger) après ses déclarations lors de la marche du vendredi, il est mis en garde à vue et accusé d'« atteinte au moral de l’armée ». Il est placé sous contrôle judiciaire.